# Jean Lhuillier
Pour les articles homonymes, voir Lhuillier.
Jean Lhuillier, né le 25 juin 1906 à Villey-le-Sec et mort le 17 mai 1971 à Paris, est un ingénieur agronome, militaire et résistant français, Compagnon de la Libération. Employé de l'administration coloniale en Afrique, il décide, au début de la Seconde Guerre mondiale, de se rallier à la France libre et combat au Moyen-Orient, en Afrique du Nord et en Italie avant de participer à la libération de la France. Après la guerre, il retourne dans l'administration coloniale et exerce parallèlement plusieurs fonctions au sein d'organismes scientifiques.

## Biographie

### Jeunesse et engagement
Jean Lhuillier naît le 25 juin 1906 à Villey-le-Sec, en Meurthe-et-Moselle, au sein d'une famille d'exploitants agricoles. Appelé sous les drapeaux, il suit les cours d'élève officier de réserve à l'école de Saint-Maixent de 1925 à 1926. Rendu à la vie civile avec le grade de lieutenant de réserve, il entre à l'école d'agronomie de Nancy dont il obtient un diplôme d'ingénieur. Il intègre ensuite l'administration coloniale et part pour l'Afrique-Équatoriale française où il devient responsable du service de recherche de la filière cotonnière.

### Seconde Guerre mondiale
Toujours à ce poste lors de la déclaration de guerre en 1939, il n'est pas mobilisé pour combattre en métropole. Cependant, après l'armistice du 22 juin 1940, il décide de se ranger aux côtés du général de Gaulle et participe au ralliement des colonies du Tchad et de l'Oubangui-Chari à la France libre. Représentant les gouverneurs de ces territoires, il parvient à convaincre un grand nombre de colons, fonctionnaires et commerçants à rejoindre la cause du général de Gaulle au prix de nombreux déplacement à travers tout le territoire des colonies. Pour son action au profit de la France libre, le régime de Vichy le révoque et le déchoit de sa nationalité française.
Désireux de faire partie d'une unité combattante, il est affecté au bataillon de marche no 2 (BM2) lorsque celui-ci est formé à Bangui à la fin de l'année 1941. À la tête d'une section de mitrailleuses, il participe à la campagne de Syrie en 1941 puis à la guerre du désert en Libye en 1942. Chef d'une Jock Column (groupe mobile), il se distingue le 25 mai 1942 à Hagfa el Beda en bloquant toute une journée une colonne blindée ennemie puis en allant donner l'alerte aux troupes françaises retranchée dans l'oasis de Bir Hakeim. Lors de la bataille qui s'ensuit, du 27 mai au 11 juin, il commande une compagnie lourde au nord du dispositif et subit de violentes attaques ennemies,. Lors du retrait des troupes françaises dans la nuit du 10 au 11 juin 1942, il parvient à faire évacuer vers le point de ralliement quasiment tous ses hommes et son matériel. Cité à l'ordre de l'armée pour son courage en Libye, Jean Lhuillier participe ensuite à la remise en condition du BM2, lequel est envoyé à Madagascar pour soutenir le général Legentilhomme, gouverneur-général de l'île.
Affecté comme chef du 3e bureau (conduite des opérations) de la 1re division française libre, il participe à la campagne d'Italie en 1944 avant d'être muté au 24e régiment d'infanterie commandé par Gabriel Bablon. Chef du 1er bataillon de son nouveau régiment, Jean Lhuillier libère sa région de Lorraine puis participe à la bataille d'Alsace.

### Après-Guerre
Quittant l'armée après la guerre, Jean Lhuillier retrouve l'industrie cotonière en devenant directeur de l'institut de recherches du coton et des textiles exotiques. Parallèlement, il est représentant de l'Oubangui-Chari au sein de l'Union française de 1947 à 1958. Très impliqué dans tous les domaines et filières pour lesquels il travaille, il devient membre de l'académie des sciences d'outre-mer, inspecteur général honoraire de la recherche scientifique outre-mer et membre du conseil de l'Ordre national du Mérite.
Jean Lhuillier meurt le 17 mai 1971 à l'hôpital Cochin de Paris et est inhumé à Cangey en Indre-et-Loire.

## Décorations
|  |  |  |
|  |  |  |
|  |  |  |

| Commandeur de la Légion d'honneur           | Commandeur de la Légion d'honneur           | Commandeur de la Légion d'honneur           | Compagnon de la Libération Par décret du 7 juillet 1945 | Compagnon de la Libération Par décret du 7 juillet 1945 | Compagnon de la Libération Par décret du 7 juillet 1945 | Commandeur de l'Ordre national du Mérite                      | Commandeur de l'Ordre national du Mérite                      | Commandeur de l'Ordre national du Mérite                      |
| Croix de guerre 1939-1945 Avec une palme    | Croix de guerre 1939-1945 Avec une palme    | Croix de guerre 1939-1945 Avec une palme    | Médaille de la Résistance française Avec rosette        | Médaille de la Résistance française Avec rosette        | Médaille de la Résistance française Avec rosette        | Croix du combattant volontaire Avec agrafe "Guerre 1939-1945" | Croix du combattant volontaire Avec agrafe "Guerre 1939-1945" | Croix du combattant volontaire Avec agrafe "Guerre 1939-1945" |
| Médaille coloniale Avec agrafe "Bir Hakeim" | Médaille coloniale Avec agrafe "Bir Hakeim" | Médaille coloniale Avec agrafe "Bir Hakeim" | Bronze Star (États-Unis)                                | Bronze Star (États-Unis)                                | Bronze Star (États-Unis)                                | Ordre du Mérite civil (Syrie)                                 | Ordre du Mérite civil (Syrie)                                 | Ordre du Mérite civil (Syrie)                                 |

## Publications
- Jean Lhuillier, Archives du département de la Marne postérieures à 1800, Châlon-sur-Marne, Union républicaine, 1940.